# Bahrainona
Bahrainona (Ons Bahrein) is het volkslied van de Aziatische eilandstaat Bahrein. Het lied werd in 1971, toen het land onafhankelijk werd, als volkslied aangenomen. De tekst werd geschreven door Mohamed Sudqi Ayyash (1925-). De componist is onbekend.

## Arabische tekst
بحريننا
مليكنا
رمز الوئام
دستورها عالي المكانة والمقام
ميثاقها نهج الشريعة والعروبة والقيم
عاشت مملكة البحرين
بلد الكرام
مهد السلام
دستورها عالي المكانة والمقام
ميثاقها نهج الشريعة والعروبة والقيم
عاشت مملكة البحرين

### Arabische tekst in Latijnse letters
Bahrainona,

Maleekuna,

Ramz-ul-wi'am,

Dustooruha 'alil-makanati wal-maqam;

Meethaqoha nahjush-shari'ati wal-uroobati wal-qiyam,

'Ashat mamlakat-ul-bahrain,

Baladol kiram,

Mahdos-salam,

Dustooruha 'alil-makanati wal-maqam;

Meethaqoha nahjush-shari'ati wal-uroobati wal-qiyam,

'Ashat mamlakat-ul-bahrain

### Nederlandse Vertaling
Ons Bahrein,

Land van veiligheid

Land van gastvrijheid

Beschermd door onze heldhaftige Amir,

Gefundeerd op de principes van het Bericht,

Recht en Vrede,

Lang leve de staat Bahrein!